# The Mystery of Mr. X
The Mystery of Mr. X és una pel·lícula de l'època pre-code estrenada el 23 de febrer de 1934 i protagonitzada per Robert Montgomery i Elizabeth Allan. La pel·lícula tracta d'un lladre de la joies que, en ser sospitós de ser un assassí en sèrie, decideix resoldre el cas per si mateix.

## Argument
A Londres es produeixen quatre assassinats d'agents de policia portats a terme per un assassí que s'autoanomenra "Mr. X". Sir Herbert Frensham, comissari d'Scotland Yard reflexiona amb l'inspector Connor sobre com aturar els assassinats. Per casualitat, el següent assassinat té lloc en el moment en què s'ha produït el robatori del famós diamant Drayton cosa que fa sospitar al comisari que el lladre és el responsable dels assassinats. Enterat que la policia sospita que Mr X té el diamant, el veritable lladre, Nicholas (Nick) Revel i els seus complices, el taxista Joseph (Joe) Palmer i l'agent d'assegurances Hutchinson decideixen esperar a que la policia capturi Mr. X abans de recollir les 10.000 lliures de recompensa de l'assegurança a qui recuperi el diamant.
Poc després es produeix el sisè assassinat i Sir Christopher Marche, el promès de la filla de l'inspector Frensham és arrestat com a sospitós, ja que s'havia barallat amb l'agent poc abans de la seva mort. Afortunadament, Nick li proporciona una coartada i queda lliure. Com a conseqüència, Nick traba amistat amb la promesa de Marche i aconsegueix tenir una cita amb el seu pare per explicar-li un pla per capturar l'assassí. Nick proposa d'atrapar Mr. X anunciant en els diaris que la seva darrera víctima ha sobreviscut i que pot identificar el seu atacant. Tot i que Sir Herbert li agrada la idea, Connor sospita de Nick i ordena fer-li un seguiment. Mentrestant Nick i Jane cada vegada se senten més atrets un per l'altre.
Connor fa registrar per un policia secret el pis de Nick intentant trobar la joia. Ell però, té temps de passar el diamant a Palmer, que al seu torn el passa a Hutchinson. En un pub, nerviós, Hutchinson deixant caure la joia dins la cervesa de Nick, el qual se l'empassa davant dels nassos del policia secret. Quan el comissari s'assabenta que la seva filla ha nat sola al pis de Nick, envia a Marche un missatge fent-se passar per Nick demanant-li que el vagi a trobar al seu pis urgentment. Quan Marche els troba junts allà trenca el compromís amb Jane tot i que no feien res de dolent.
Com que Nick s'ha enamorat de Jane, decideix renunciar a la seva vida de lladre i retorna la joia enviant-la dins d'un sobre amb el nom de Mr. X. En aquell moment però, Joe l'adverteix que estan interrogant Hutchinson i que només és qüestió de temps que el seu soci l'acabi delatant. L'única opció de que no el detinguin és descobrir qui és Mr. X. que ha anunciat que aquella nit farà un nou assassinat. S'adona que les localitzacions dels assassinats formen una X, cosa que li permet preveure on es produirà el següent. Es disfressa de policia i va a aquell lloc per tal que en el moment que el vulgui assassinar, capturar el veritable assassí. Després d'una lluita, Nick fereix greument Mr. X que, abans de morir, es jacta davant Sir Herbert lo alavora que havia estat de complir el seu objectiu d'assassinar un agent per cadascun dels 15 anys que havia passar a la presó. Nick és condiserat un heroi davant la premsa i la policia i és abraçat per Jane.

## Repartiment
- Robert Montgomery (Nicholas Revel)
- Elizabeth Allan (Jane Frensham)
- Lewis Stone (superintendent Connor)
- Ralph Forbes (Sir Christopher Marche)
- Henry Stephenson (Sir Herbert Frensham)
- Forrester Harvey (Joseph Horatio Palmer)
- Ivan F. Simpson (Hutchinson)
- Leonard Mudie (Mr. X)
- Alec B. Francis (jutge Malpas)
- Charles Irwin (Willis)
- Colin Kenny (agent)
- Pearl Varvell (camarera)
- Henry Mowbray (detectiu)
- Barlowe Borland (camarer)
- William Stack (Travers Gordon)
- Claude King (Cummings)
- Ray Milland (Forbes)
- Clive Morgan (Blanchard)
- Montague Shaw (doctor)
- Raymond Lawrence (Padgot)

## Producció
La pel·lícula està basada en la novel·la "The Mystery of the Dead Police" escrita per Martin Porlock sota el pseudònim de Philip MacDonald. La pel·lícula es va rodar a Anglaterra dirigida per Edgar Selwyn. El guió era de Howard Emmett Rogers amb alguns diàlegs addicionals de Monckton Hoffe. En 85 minuts de durada, la pel·lícula era una combinació de misteri, comèdia i pel·lícula romàntica per a lluiment de Montgomery. La direcció artística va ser a càrrec de Merrill Pye, la fotografia de Oliver T. Marsh i el muntatge de la pel·lícula a càrrec de Hugh Wynn.
Després d'un primer passi privat, la MGM va decidir canviar-ne el final en veure les reaccions del públic. En la primera versió de la història Nick no acabava amb Jane. Com que en aquell moment Selwyn ja era a Nova York, Richard Boleslavsky es va encarregar de dirigir les noves escenes.
El 1952, Harold French va dirigir Peter Lawford i Dawn Addams en un remake de la història que es va titular The Hour of 13.